# De Inslag
Domein De Inslag is een bos- en natuurgebied in de gemeente Brasschaat, in het noorden van de provincie Antwerpen. Het gebied is eigendom van de Vlaamse Gemeenschap en wordt beheerd door het Agentschap voor Natuur en Bos.
De Inslag is 149 ha groot en omvat overwegend loof- en naaldbossen, enkele hooilanden en kleine heiderestanten. Het gebied wordt doorkruist door de Antitankgracht.

## Situering
De Inslag ligt in de noordoostelijke hoek van de gemeente Brasschaat en loopt naar het noordoosten over in andere belangrijke bosgebieden: Park De Mik en de bossen van Sanatorium De Mik en van het OCMW Antwerpen. De zuidoostelijke kant sluit aan op een gebied voor verblijfsrecreatie. De twee andere zijden worden begrensd door woonwijken.
Andere belangrijke natuur- en bosgebieden in de buurt zijn het Peerdsbos en het Gemeentepark, ongeveer 3 km zuidelijker, en het Klein schietveld en het Groot Schietveld op dezelfde afstand naar het noorden.
De Inslag ligt in het stroomgebied van de Schelde, deelbekken van de Beneden Schijn. Het domein wordt van noordoost naar zuidwest bevloeid door enkele kleine beken van 3e categorie die stroomafwaarts in de Laarse Beek uitmonden en vervolgens in de Kleine Schijn.
De hoogtelijnen volgend, en dus dwars op de stroomrichting van de riviertjes, werd bij de aanloop naar de Tweede Wereldoorlog de Antitankgracht gegraven. Deze doorkruist het gebied van noordwest, komende van het Klein Schietveld en de gemeente Kapellen, naar zuidoost, richting gemeente Schoten.

## Geschiedenis
De naam Inslag is afkomstig van het Middelnederlandse woord "inslaen" of in gebruik nemen. Op de Kabinetskaart van de Ferraris uit het einde van de 18e eeuw is het gebied tussen Brasschaat en Brecht voornamelijk heide. Deze heide werd in gebruik genomen als akker, hooiland of weiland. De boerderij langsheen de centrale dreef is daarvan nog een getuige.
De huidige bosbestanden zijn ontstaan in het begin van de 20e eeuw.
Tijdens de Tweede Wereldoorlog werden heel wat bossen gekapt om vrij zicht te krijgen vanuit de bunkers langsheen de Antitankgracht. In 1980 kocht de Vlaamse Gemeenschap dit voormalig jachtgebied van de familie Laurencin en Loos. In de volksmond wordt het daarom het "Goed van Loos" of "Bos van Loos" genoemd.

## Bodem
De Inslag ligt ongeveer 15 tot 18 m hoogte boven zeeniveau, stijgend naar het noordoosten.
De bodem van het gebied bestaat uit matig tot zeer natte zandgrond met een ijzerrijke B-horizont. De ondergrond bestaat uit dekzanden die door de wind zijn aangebracht tijdens de laatste ijstijd. Het is meestal kalkarm, onvruchtbaar zand, typisch voor de Antwerpse Noorderkempen.
De ijzerrijkdom van de bodem is te merken aan de roestkleurige kwel, die in sommige plaatsen aan de oppervlakte komt.
Het grootste deel van De Inslag heeft nog het bodemprofiel van de oorspronkelijke heide, wat erop wijst dat het "inslaen" van dit gebied beperkt is gebleven.

## Biotopen

### Bos

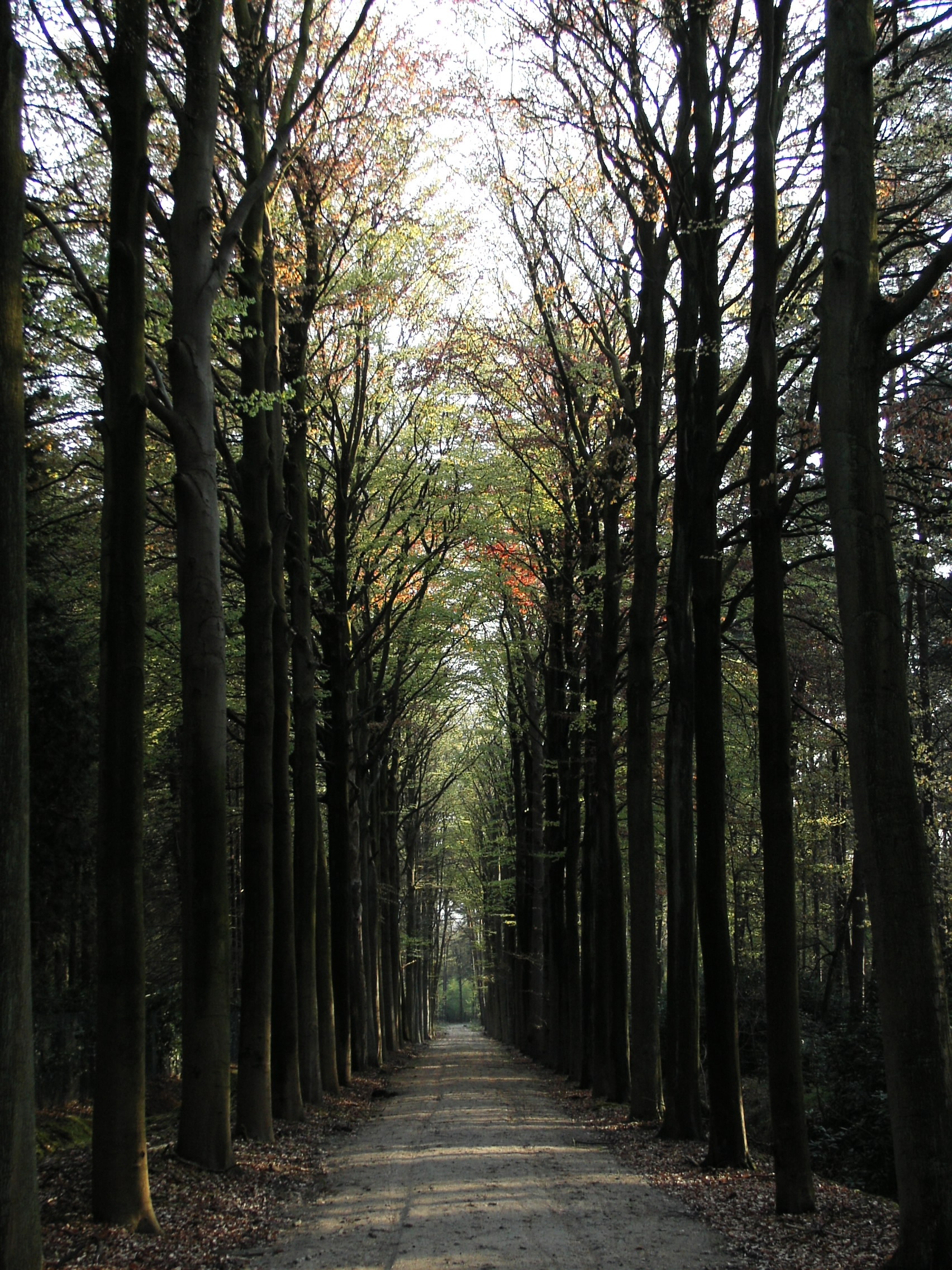
Beukendreef in De Inslag

Vrijwel alle bossen in De Inslag zijn aangeplant tussen het begin van de 20e eeuw en nu.
Ongeveer de helft daarvan zijn naaldbossen, overwegend homogene bestanden van grove den en enkele percelen Europese lork. De ondergroei in deze bossen is dikwijls beperkt tot pijpenstrootje, rododendrons, brede stekelvaren en mossen.
Een kleine helft van het domein bestaat uit loofbos of gemengd bos, en hier is meer biodiversiteit te vinden: oude aangeplante percelen met zomereik, beuk en populier tot recentere gemengde aanplantingen (haagbeuk, tamme kastanje, Amerikaanse eik, moeraseik, ... ). Hier en daar is sprake van spontane ontwikkeling van jong bos, overwegend els, berk en grove den. De ondergroei in de loofbossen is eveneens gevarieerd, met een struiklaag van veldesdoorn, sporkehout, gewone vogelkers, lijsterbes, en hulst, maar ook Amerikaanse vogelkers, bosazalea en Pontische rododendron.
In de loofbossen vinden we talrijke zoogdieren als ree, vos, bunzing, rode eekhoorn en verschillende soorten vleermuizen, roofvogels (buizerd, havik, sperwer en bosuil), spechten, zangvogels en kraaiachtigen. De mulle bosgrond biedt een overwinteringsplaats aan verschillende amfibieën zoals de gewone pad, bruine kikker en alpenwatersalamander.
Het domein wordt doorkruist door oude beukendreven, wat het op bepaalde plaatsen het aanschijn van een kathedraalbos geeft.
Het beleid en beheer van het Agentschap voor Natuur en Bos in deze bospercelen is in de loop der jaren overgegaan van houtproductie naar diversificatie. Hier en daar wordt zelfs de natuurlijke successie teruggedraaid. Zo is in 2004 een perceel monotoon naaldbos omgevormd naar droge heide.
Een belangrijke beheermaatregel blijft de bestrijding van invasieve soorten als Amerikaanse vogelkers en Pontische rododendron.

### Grasland

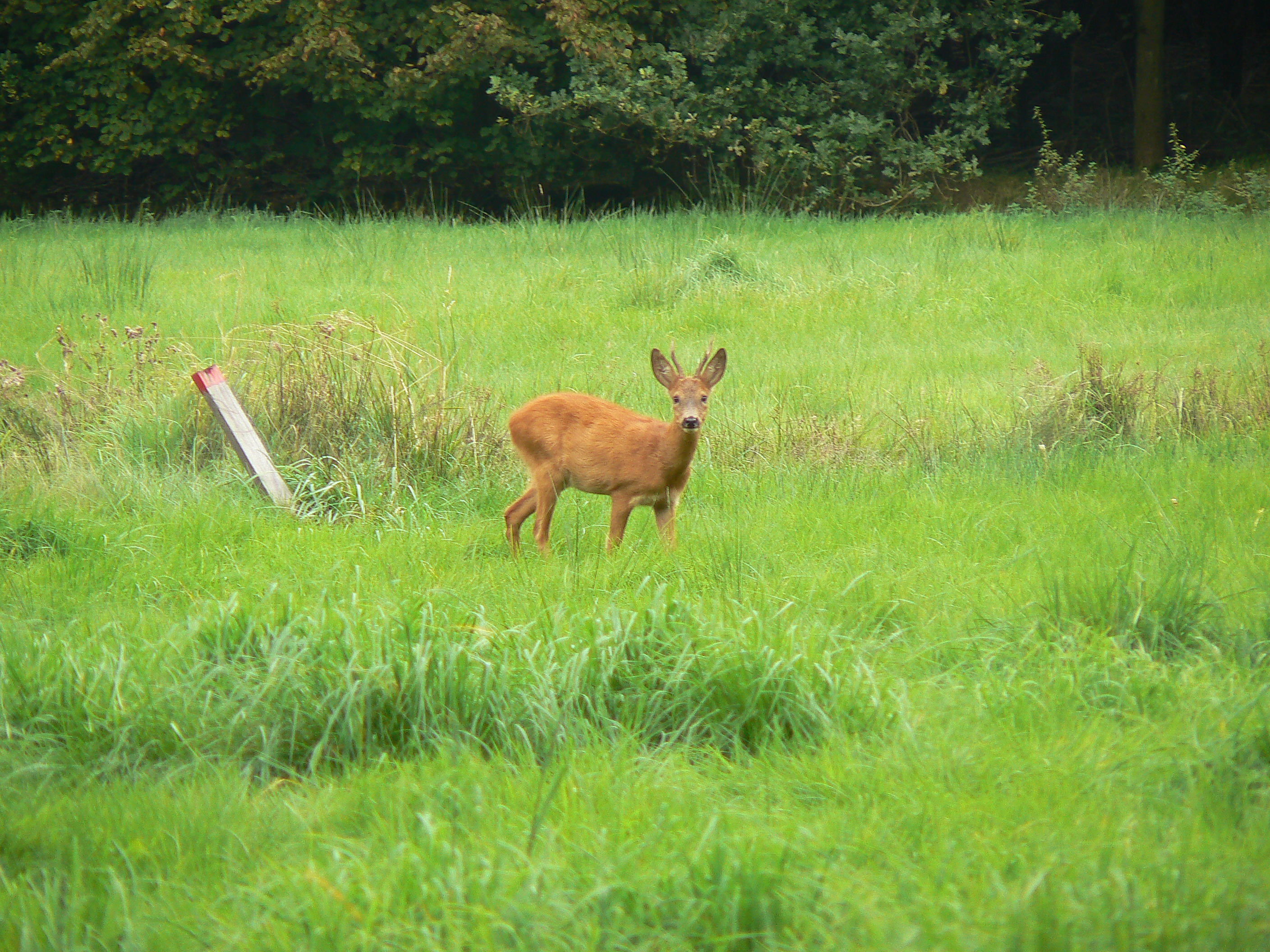
Ree op een voormalige weide in De Inslag

Ongeveer 10% van het domein is niet (meer) bebost. Het grootste gedeelte daarvan is grasland. Tot voor een vijftal jaren werd er nog begraasd met koeien en schapen, maar sindsdien worden de meeste graslanden als hooiland beheerd.
Op de rustigste voormalige weilanden grazen nu reeën in plaats van koeien. De meer verruigde graslanden vormen het ideale biotoop voor wielwebspinnen zoals de viervlekwielwebspin en de tijgerspin.
Uitzonderlijk zijn de voormalige vochtige weiden voor de boerderij, die uitmunten door hun plantengroei, met onder andere de gevlekte orchis.

### Heide

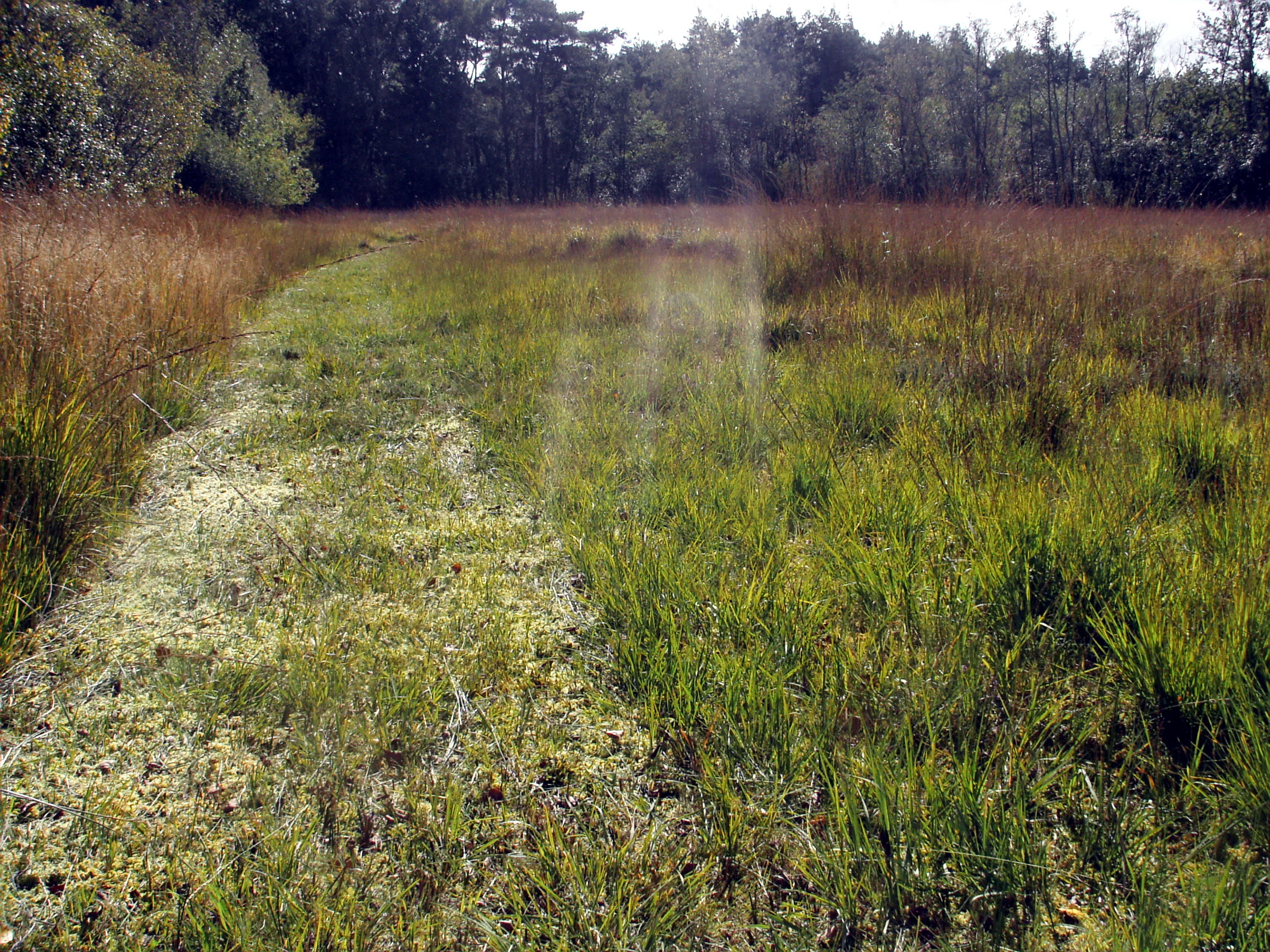
Herstelde natte heide in De Inslag

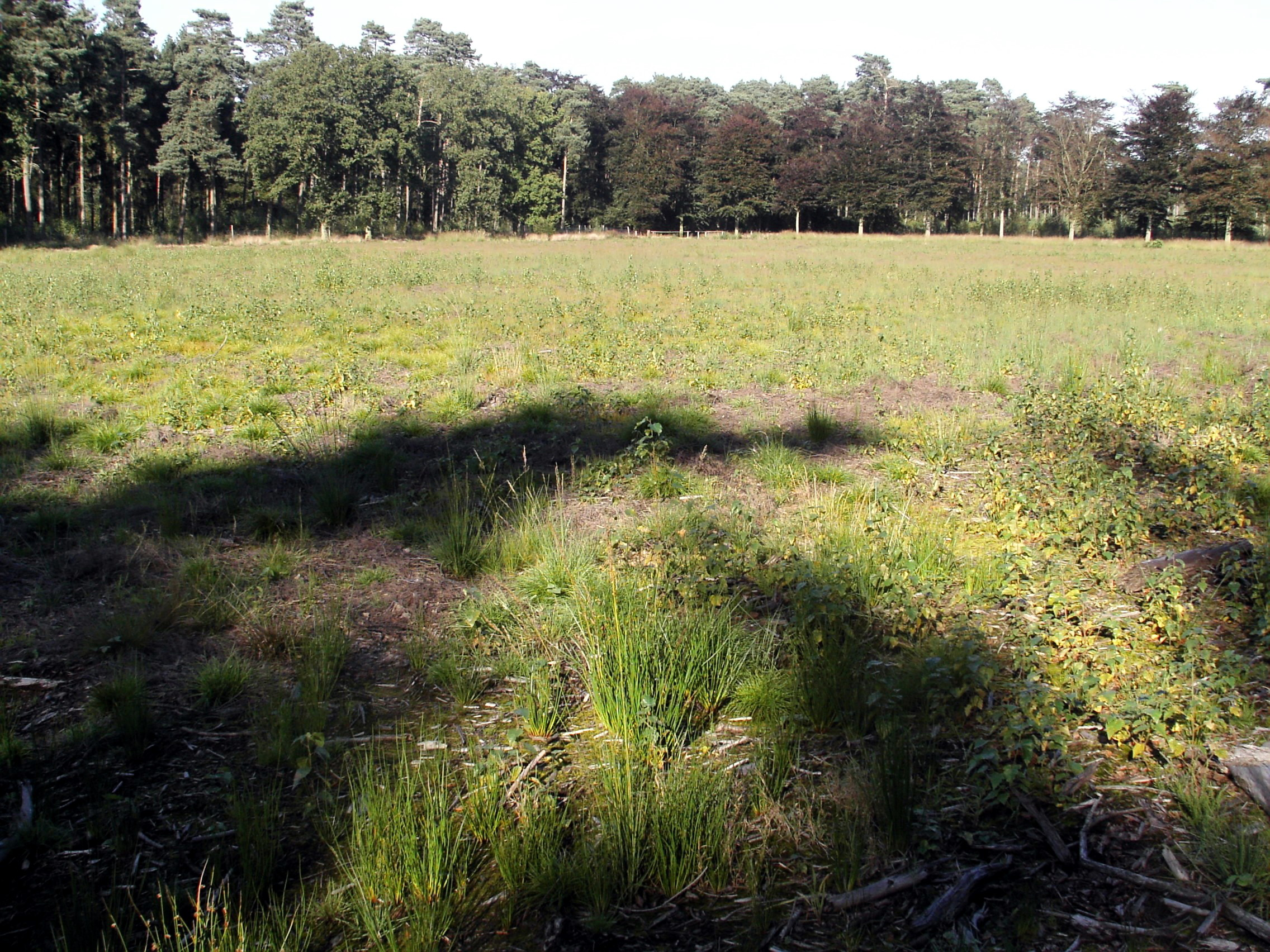
Nieuwe heide in De Inslag

Een heidelandschap is een halfnatuurlijk landschap. Dat betekent dat zonder het ingrijpen van de mens in de natuurlijke processen, de heide als biotoop verdwijnt. Om de heide te behouden en verbossing tegen te gaan, moeten bepaalde delen systematisch worden gekapt en geplagd.
Rond 1992 werd in De Inslag een weiland van iets meer dan 0,5 ha machinaal geplagd met de bedoeling hierop terug heide te krijgen. De plaatselijke afdeling van Natuurpunt, Kern Brasschaat, beheert sindsdien dit perceel i.s.m. het Agentschap voor Natuur en Bos. Door een beheer van maaien, plaggen, kappen en afvoeren is er ondertussen een perceel natte heide ontstaan (met vegetatie uit de klasse van hoogveenbulten en natte heiden), met onder andere gewone dophei, struikhei, ronde zonnedauw, moeraswolfsklauw, heidekartelblad, en verschillende soorten veenmossen.
Het heideperceel naast de Antitankgracht is een geliefd jachtterrein voor libellen, bruine kikker en levendbarende hagedis. Op de natste stukken komt de gerande oeverspin voor, een Rode Lijst-soort.
In 2004 werd een groter perceel naaldbos gekapt en bedekt met maaisel van de Kalmthoutse Heide. Een jaar later al kwamen massaal jonge planten van struikheide op. Op termijn zal dit perceel waarschijnlijk evolueren naar de associatie van struikhei en stekelbrem. Het beheer hier is nu gericht op het onder controle houden van de jonge boomopslag.

### Water

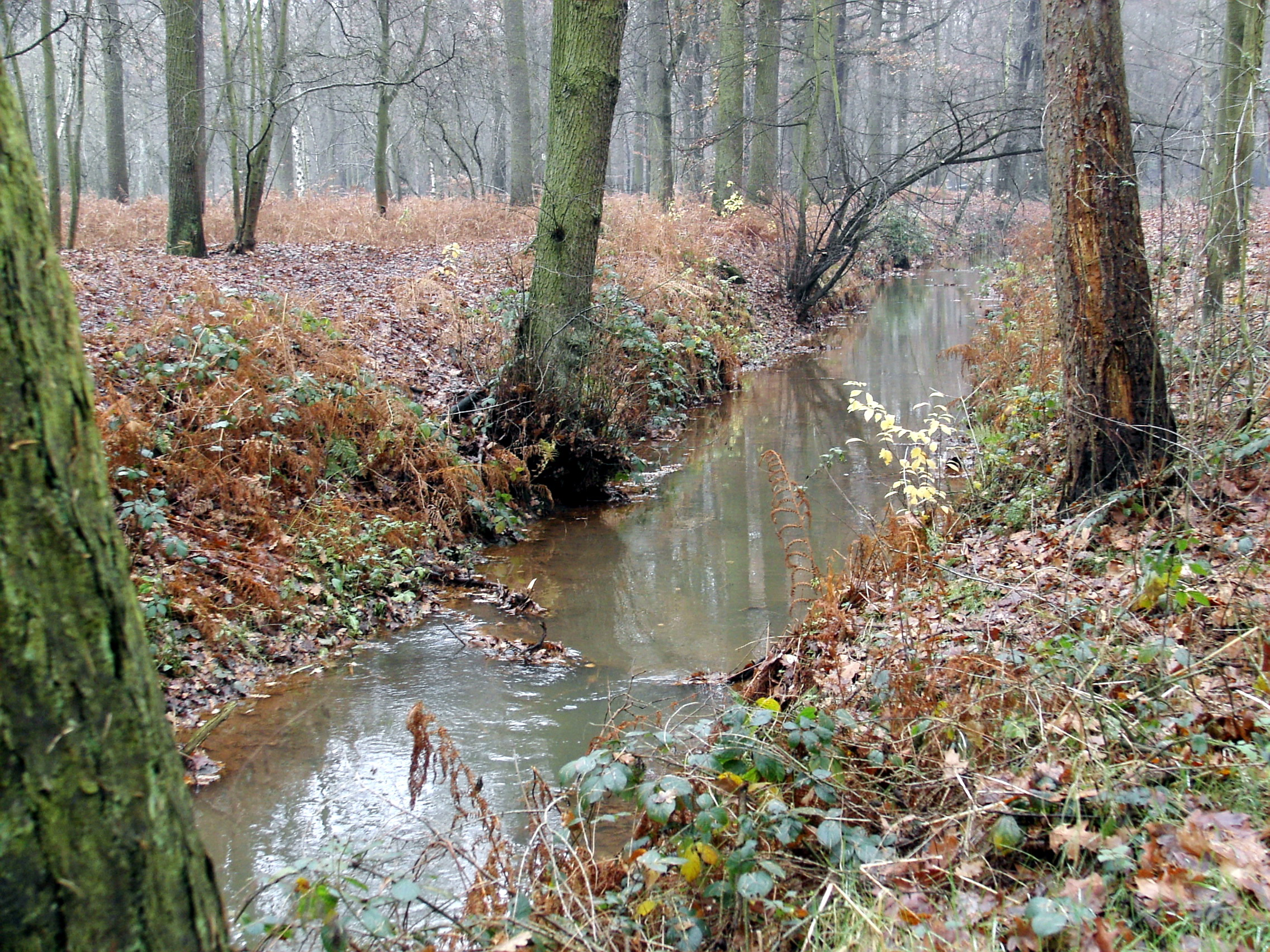
Mikse Beek

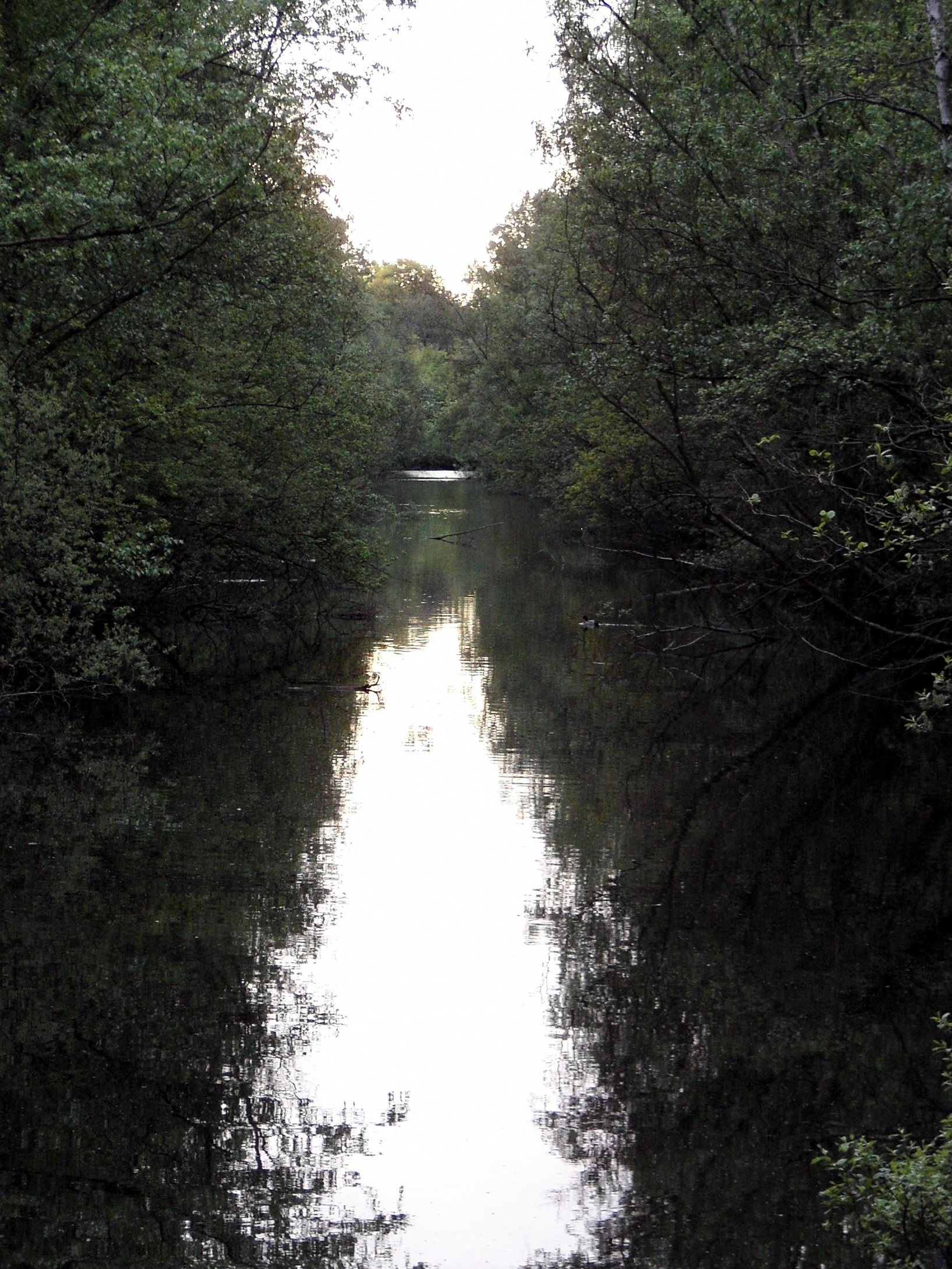
Antitankgracht

Water vormt in De Inslag, net zoals in bijna elk natuurgebied, een belangrijke bron van biodiversiteit.
Op verschillende plaatsen in het domein komt grondwater spontaan aan de oppervlakte als kwel. In poelen en beken is het ijzerrijke kwelwater te herkennen aan de kolonies van blauwalgen aan de oppervlakte die een soort vlies vormen, niet te verwarren met een oliefilm.
Door het domein lopen twee beekjes, de Miksebeek afkomstig van Park De Mik, en een onbenoemd beekje. Deze komen samen in De Inslag en monden enkele kilometers stroomafwaarts uit in de Laarse Beek. De beekjes hebben een laag debiet, maar een zeer goede waterkwaliteit. Dat uit zich in de aanwezigheid van onder andere libellenlarven, haften en schrijvertjes.
In de poeltjes komen verschillende amfibieën zich voortplanten, zoals groene en bruine kikker, alpenwatersalamander, kleine watersalamander en vinpootsalamander.
Het belangrijkste wateroppervlak in dit natuurgebied is, vreemd genoeg, volledig en onbedoeld door de mens gemaakt. De Antitankgracht werd kort voor de Tweede Wereldoorlog rondom Antwerpen aangelegd als bescherming tegen vijandelijke tanks. Daarom kreeg de gracht (die oorspronkelijk droog zou blijven) steile, verstevigde oevers en een grote diepte.
De Antitankgracht vormt nu een belangrijk natuurverbindingsgebied dat verschillende natuurgebieden rond Antwerpen met elkaar verbindt en voor vele dieren een migratie- en foerageerroute vormt.
Daarnaast brengt het kalkrijk water (afkomstig van de Maas) meer diversiteit in de Kempen met zijn zandige bodem en eerder zure laaglandbeken. Zoetwatermosselen zoals de zwanenmossel, kokerjuffers en verschillende libellen kunnen enkel maar dankzij de gracht in De Inslag voorkomen.

## Recreatie
De recreatie in De Inslag is beperkt tot wandelen, fietsen en hengelen. Het gebrek aan andere recreatieve voorzieningen maakt het domein bij uitstek geschikt voor de natuurgenieter.
De centrale dreef, die het domein in de lengte doorkruist, is de belangrijkste 'zachte' verkeersader en de kortste weg voor wandelaars en fietsers van het centrum van Brasschaat naar Park De Mik en Kinderboerderij Mikerf.